# Arthur Woodburn
Arthur Woodburn (* 25. Oktober 1890 in Edinburgh; † 1. Juni 1978 ebenda) war ein schottischer Politiker (Scottish Labour Party/Labour Party).

## Leben und politische Karriere
Als Sohn des Bronzegießers Matthew Woodburn und dessen Ehefrau Janet Brown geboren, studierte Woodburn am Heriot-Watt College in seiner Geburtsstadt Edinburgh, während des Ersten Weltkriegs wurde er als Kriegsdienstverweigerer in Haft genommen. Er arbeitete 25 Jahre lang in der Verwaltung der Bau- und Eisengussindustrie und war Dozent und national secretary am schottischen Labour College. Zwischen 1932 und 1939 war Woodburn Sekretär der Scottish Labour Party sowie von 1937 bis 1965 Präsident des Nationalen Rates der Labour-Colleges (National Council of Labour Colleges). In den 1930er Jahren war er Mitglied des Hands-Off-Russia-Komitees.
Woodburn kandidierte 1929 und 1931 in den Wahlkreisen Edinburgh South respektive Leith ohne Erfolg bei den britischen Unterhauswahlen. Zwischen Oktober 1939 und Juni 1970 war er Mitglied (MP) im House of Commons für den Wahlkreis Clackmannan and Eastern Stirlingshire. Im Parlament amtierte er 1941 als privater Parlamentssekretär für Thomas Johnston und von 1945 bis 1947 als Parlamentarischer Staatssekretär im Ministry of Supply unter John Wilmot, 1. Baron Wilmot of Selmeston. Im Kabinett unter Clement Attlee war Woodburn zwischen dem 7. Oktober 1947 und dem 28. Februar 1950 zuständiger Minister für Schottland. Im Jahr 1947 wurde er zum Geheimen Rat ernannt. Als Leiter einer Delegation von britischen Parlamentsabgeordneten war Woodburn am 18. September 1951 erster Gastredner im Deutschen Bundestag.
Die Interessen des Politikers lagen in der Volkswirtschaft, Bildung, der europäischen Einheit, internationalen Beziehungen und der schottischen Geschichte. 1961 wurde Woodburn in den Verwaltungsrat der National Library of Scotland gewählt, wo sich auch seine Schriften befinden. Woodburn war seit 1919 mit der Lehrerin Barbara Halliday verheiratet, die Mitglied des Stadtrates von Edinburgh war.